# Guerre entre les dynasties Lý et Song
La guerre entre les dynasties Lý et Song est un conflit de grande ampleur entre la dynastie Lý du Đại Việt et la dynastie Song de la Chine, qui se déroule entre 1075 et 1077. La guerre commence en 1075, lorsque l'empereur du Lý ordonne une invasion préventive du territoire de la dynastie Song, en envoyant au combat une armée de plus de 100 000 soldats. Durant cette campagne, les troupes du Đại Việt défont l'armée des Song et rasent totalement la ville de Yongzhou, après un siège de 42 jours. En réponse, en 1076, les Song envoient une armée de plus de 300 000 hommes envahir le Đại Việt. En 1077, les troupes chinoises atteignirent presque Thăng Long, la capitale du royaume, avant d'être arrêtés par le général Lý Thường Kiệt sur les rives du fleuve Nhu Nguyệt, dans la région qui correspond actuellement à la Province de Bắc Ninh. Après une longue bataille provoquant de lourdes pertes dans les deux camps, Lý Thường Kiệt propose aux Song de faire la paix, ce que Guo Kui, le commandant de l'armée chinoise, accepte avant de retirer ses troupes, mettant ainsi fin à la guerre.

## Situation avant le conflit
Les tensions sont vives entre les deux dynasties et les incidents frontaliers nombreux durant les années précédant la guerre. Durant la décennie 1050, Nùng Trí Cao, le chef du peuple Nùng de la région de Quảng Nguyên lutte pour tenter d'obtenir son indépendance et établir un État frontalier pour son peuple. Finalement, sa rébellion est écrasée par le général Di Qing (1008-1061), des Song. Bien que la cour de Lý ne soit pas intervenue dans l'affaire, l'empereur du Đại Việt garde à l'esprit la menace que l'expansion des Song représente pour son pays, ces derniers installant un nombre croissant de colons chinois Han sur la frontière, tels que les soldats de la division de Di Qing et ceux venant du nord de la rivière Yangzi pour s'installer dans des régions possédant des ressources naturelles dont les Lý dépendent,.
En 1075, Wang Anshi, le chancelier de la dynastie Song, déclare à l'empereur Song Shenzong (r. 1067-1085) que le Đại Việt a été détruit par le Royaume de Champā, qu'il lui reste moins de dix mille soldats toujours en vie et, donc, qu'il a là une bonne occasion pour annexer le Đại Việt. L'empereur Shenzong mobilise alors ses troupes et promulgue un décret interdisant à toutes les provinces de l'empire de commercer avec le Đại Việt, ce qui incite la cour des Lý, alors dirigée par l'empereur Lý Nhân Tông (r. 1072-1127), à autoriser une invasion préventive du Guangxi, une des provinces des Song. Lý Nhân Tông envoie alors le général Lý Thường Kiệt et Nùng Tông Đán, un parent du feu chef Nùng Trí Cao, envahir la province chinoise du Guangxi avec sous leurs ordres une armée de plus de 100 000 soldats.

## Déroulement du conflit

La préfecture de Nanning, en violet foncé, qui s’élève actuellement là ou se trouvait Yongzhou, dans la province du Guangxi.

À l'automne 1075, Nùng Tông Đán pénètre en territoire de Song et avance dans la province du Guangxi, tandis qu'une flotte navale commandée par Lý Thường Kiệt s'empare des Xians de Qinzhou et Lianzhou. Ce général Lý Thường Kiệt n'est pas un novice, car il avait fait la guerre aux Chams en 1069 et il va prouver son savoir-faire militaire tout au long de la campagne. Pour calmer les appréhensions de la population chinoise locale, Lý affirme qu'il est juste là pour appréhender un rebelle qui s'est réfugié en Chine et que les autorités locales Song ont refusé de coopérer pour l'aider à le capturer. Au début du printemps 1076, Thường Kiệt et Nùng Tông Đán infligent une défaite à la milice Song de Yongzhou, et, au cours d'une bataille au col de Kunlun, leurs troupes décapitent le gouverneur général du Circuit de Guangnan Ouest, Zhang Shoujie (???? - 1076). Ensuite, les forces de Lý marchent vers la ville de Yongzhou, où elles sont temporairement stoppées par une résistance féroce menée par Su Jian, le gouverneur de la ville, qui, avec 3 000 soldats, empêche la prise de la cité pendant quarante-deux jours. Les troupes de Lý réussissent à investir la ville le 1er mars 1076, et Yongzhou est totalement rasée, les soldats du Đại Việt massacrant 58 000 habitants de la ville. Avant le début du massacre, et juste après la perte de la ville, le gouverneur Su Jian et trente-six membres de sa famille présents sur place se suicident, Su ayant déclaré : "Je ne mourrai pas des mains de ces voleurs". Plusieurs sources estiment que le nombre total de personnes tuées par les troupes de Lý au cours de cette campagne s'élève à 100 000,,. Lorsque les troupes des Song tentent d'attaquer celles de Lý, ce dernier se replie avec le butin de guerre et des milliers de prisonniers.

Les troupes Song avancent jusqu'à la rivière Nhu Nguyệt, dans la province de Bắc Ninh (en rouge sur la carte) a proximité deThăng Long, la capitale du Dai Viet

En 1076, les Song ripostent en appelant leurs États vassaux, l'Empire Khmer et le Champa, à reprendre la guerre contre la dynastie Lý; tandis qu'au même moment, le commandant Guo Kui (1022-1088) pénètre sur le territoire du Dai Viet à la tête d'une armée Song forte d'environ 300 000 hommes. Lý doit donc alors se battre simultanément contre les incursions de ses trois voisins. Les Song arrivent rapidement à reprendre le contrôle du Xian de Quảng Nguyên et, dans le même mouvement, le chef de la résistance Lưu Ký, soit le subordonné de Quảng Nguyên qui avait attaqué Yongzhou en 1075. En 1077, les Song détruisent deux autres armées vietnamiennes et marchent vers leur capitale, Thăng Long, ce qui correspond actuellement à la ville d'Hanoï. L'avance des troupes des Song est stoppée au niveau de la rivière Nhu Nguyệt, où Lý Thường Kiệt a fait construire un système de défense en plaçant des pieux sur le lit de ladite rivière, avant de piéger les troupes Song, tuant plus de 1.000 soldats et marins chinois(La zone où ont eu lieu ces combats se trouve dans l'actuelle province de Bắc Ninh). Pour éviter ce système de défense, Guo Kui décide de changer de route et de faire passer l'armée par la région voisine de Phú Lương, où il réussit ensuite à vaincre les troupes de Lý Thường Kiệt lors une bataille majeure. Alors que les troupes des Song prennent l'offensive, tandis que celles des Lý en sont réduites à tenir une position défensive au prix de très nombreux morts, Lý Thường Kiệt essaye de remonter le moral de ses soldats en citant un poème nommé « Nam quốc sơn hà » devant son armée. Malgré cela, les troupes des Song finissent par percer sa ligne de défense et leur cavalerie avance jusqu’à quelques kilomètres de la capitale. C'est alors que les Vietnamiens contre-attaquent et repoussent les forces Song de l'autre côté du fleuve tandis que leurs défenses côtières distraient la marine Song. Lý Thường Kiệt lance aussi une offensive, mais perd deux princes de la maison famille royale Lý lors des combats sur la rivière Kháo Túc. Selon des sources chinoises, « le climat tropical et les maladies endémiques » affaiblissent gravement l'armée des Song tandis que la cour des Lý craignait le résultat d'une guerre prolongée si près de la capitale,.
En raison de l'augmentation des pertes de part et d'autre, Thường Kiệt fait des propositions de paix aux Song. Guo Kui accepte de retirer ses troupes, car il avait perdu 400 000 hommes, mais garde le contrôle de cinq régions contestées, à savoir Quảng Nguyên (renommé Shun'anzhou ou Thuận Châu), Tư Lang Châu, Môn Châu, Tô Mậu Châu, et Quảng Lăng, tandis que le Đại Việt occupe les Xians de Yong, Qin et Lian. Ces zones recouvrent actuellement la plus grande partie des provinces vietnamiennes de Cao Bằng et Lạng Sơn. En 1082, après une longue période d'isolement mutuel, l'empereur Lý Nhân Tông du Đại Việt rend les Xians de Yong, Qin et Lian aux autorités Song, ainsi que leurs prisonniers de guerre. En retour, les Song se retirent de quatre préfectures et Xian du Đại Việt, dont le domicile du de Quảng Nguyên, la terre natale du clan Nùng. D'autres négociations ont eu lieu du 6 juillet au 8 août 1084 à la garnison Song de Yongping dans le sud de Guangnan, où le directeur du personnel militaire de Lý, Lê Van Thình (fl. 1075-1096), réussit à convaincre les Song de fixer les frontières des deux pays entre les préfectures de Quảng Nguyên et Guihua

## Conséquences
Un des conséquences de cette guerre est encore visible aujourd'hui, la frontière actuelle entre la Chine et le Viêt Nam n'ayant pratiquement pas été modifiée depuis les accords de 1084.

### Au Vietnam
Lorsque les troupes de la dynastie Lý se retrouvent en position délicate face à la contre-offensive des Song, qui permet presque aux Chinois d'entrer dans Thăng Long, la capitale du Đại Việt, le général Lý Thường Kiệt Kiệt écrit puis récite devant ses troupes un célèbre poème nommé Nam quốc sơn hà, afin de remonter le moral de ses soldats avant la bataille du fleuve Nhu Nguyệt. Ce poème, surnommé rétroactivement première Déclaration d'Indépendance du Vietnam, affirme la souveraineté des dirigeants du Đại Việt sur leurs terres. Le poème dit, :
| Texte original en Chinois                                   | Sino-Vietnamien | Traduction en Français |
| ----------------------------------------------------------- | --- | --- |
| 南國山河南帝居 截然定分在天書 如何逆虜來侵犯 汝等行看取敗虛 | Nam quốc sơn hà nam đế cư Tiệt nhiên định phận tại thiên thư Như hà nghịch lỗ lai xâm phạm Nhữ đẳng hành khan thủ bại hư. | Sur les montagnes et les rivières du Sud, règne l'Empereur du Sud. Tel que cela est écrit pour toujours dans le Livre du Ciel Comment ces barbares osent-ils envahir notre pays ? Vos armées, sans pitié, seront anéanties. |

### En Chine
En Chine, le siège de Yongzhou pendant l'invasion du Lý est décrit dans un Lianhuanhua, une sorte de bande dessinée chinoise pouvant tenir dans la paume de la main qui se développe au début du XXe siècle. Les images de la page 142, dessinées par Xiong Kong Cheng (熊孔成), décrivent la bravoure de Su Jian qui, avec seulement trois mille hommes, a pu opposer une résistance féroce aux troupes Lý durant quarante-deux jours, avant de succomber finalement face à une armée largement supérieure en nombre.